# Вила-Нова-ди-Сервейра
Ви́ла-Но́ва-ди-Серве́йра (порт. Vila Nova de Cerveira; ['vilɐ 'nɔvɐ dɨ sɨɾ'vɐiɾɐ]) — посёлок городского типа в Португалии, центр одноимённого муниципалитета в составе округа Виана-ду-Каштелу. По старому административному делению входил в провинцию Минью. Входит в экономико-статистический субрегион Минью-Лима, который входит в Северный регион. Численность населения — 1,3 тыс. жителей (посёлок), 8,8 тыс. жителей (муниципалитет). Занимает площадь 108,46 км².
Праздник посёлка — 1 октября.

## Расположение
Посёлок расположен в 27 км на север от адм. центра округа города Виана-ду-Каштелу на левом берегу реки Минью.
Муниципалитет граничит:
- на северо-востоке — муниципалитет Валенса
- на востоке — муниципалитет Паредеш-де-Кора
- на юго-востоке — муниципалитет Понте-де-Лима
- на юго-западе — муниципалитет Каминья
- на северо-западе — муниципалитет Испания

## История
Посёлок основан в 1321 году

## Население
| Численность населения муниципалитета по годам | Численность населения муниципалитета по годам | Численность населения муниципалитета по годам | Численность населения муниципалитета по годам | Численность населения муниципалитета по годам | Численность населения муниципалитета по годам | Численность населения муниципалитета по годам | Численность населения муниципалитета по годам | Численность населения муниципалитета по годам |
| --------------------------------------------- | --------------------------------------------- | --------------------------------------------- | --------------------------------------------- | --------------------------------------------- | --------------------------------------------- | --------------------------------------------- | --------------------------------------------- | --------------------------------------------- |
| 1801                                          | 1849                                          | 1900                                          | 1930                                          | 1960                                          | 1981                                          | 1991                                          | 2001                                          | 2004                                          |
| 6706                                          | 9401                                          | 9691                                          | 10 794                                        | 11 030                                        | 8666                                          | 9144                                          | 8852                                          | 8813                                          |

## Транспорт
- Железнодорожная станция.
- Автострада N13.

## Состав муниципалитета
В муниципалитет входят следующие районы:
1. Кампуш
2. Кандемил
3. Корнеш
4. Коваш
5. Гондар
6. Гондарен
7. Лойву
8. Ловелье
9. Ментрештиду
10. Ногейра
11. Ребореда
12. Сапардуш
13. Сопу
14. Вила-Меан
15. Вила-Нова-де-Сервейра

## Города-побратимы[1]
Томиньо, Испания
 Понтеведра, Испания